# Adriatica Ionica Race 2018
L'Adriatica Ionica Race 2018, prima edizione della corsa e valevole come evento dell'UCI Europe Tour 2018 e per quello della Ciclismo Cup 2018, si svolse in cinque tappe dal 20 al 24 giugno 2018 per un totale di 687,6 km, con partenza da Musile di Piave e arrivo a Trieste. La vittoria fu appannaggio del colombiano Iván Sosa, il quale completò il percorso in 16h39'22", precedendo l'italiano Giulio Ciccone ed il russo Ildar Arslanov.
Sul traguardo di Trieste 107 ciclisti, su 110 partiti da Musile di Piave, portarono a termine la competizione.

## Tappe
| Tappa  | Data      | Percorso                                           | km    | Vincitore di tappa | Leader cl. generale |
| ------ | --------- | -------------------------------------------------- | ----- | ------------------ | ------------------- |
| 1ª     | 20 giugno | Musile di Piave > Lido di Jesolo (cron. a squadre) | 23    | Quick-Step Floors  | Elia Viviani        |
| 2ª     | 21 giugno | Lido di Jesolo > Maser                             | 152,5 | Elia Viviani       | Elia Viviani        |
| 3ª     | 22 giugno | Mussolente > Giau                                  | 158,3 | Iván Sosa          | Iván Sosa           |
| 4ª     | 23 giugno | San Vito di Cadore > Grado                         | 229,2 | Elia Viviani       | Iván Sosa           |
| 5ª     | 24 giugno | Grado > Trieste                                    | 124,6 | Elia Viviani       | Iván Sosa           |
| Totale | Totale    | Totale                                             | 687,6 |                    |                     |

## Squadre e corridori partecipanti
| N.    | Cod. | Squadra                     |
| ----- | ---- | --------------------------- |
| 1-7   | QST  | Quick-Step Floors           |
| 11-17 | TBM  | Bahrain-Merida              |
| 21-27 | UAD  | UAE Team Emirates           |
| 31-37 | TFS  | Trek-Segafredo              |
| 41-47 | DDD  | Team Dimension Data         |
| 51-57 | ITA  | Italia                      |
| 61-67 | BRD  | Bardiani CSF                |
| 71-77 | ANS  | Androni Giocattoli-Sidermec |

| N.      | Cod. | Squadra                         |
| ------- | ---- | ------------------------------- |
| 81-87   | NIP  | Nippo-Vini Fantini-Europa Ovini |
| 91-97   | WIL  | Wilier Triestina-Selle Italia   |
| 101-107 | GAZ  | Gazprom-RusVelo                 |
| 111-117 | ICA  | Israel Cycling Academy          |
| 121-127 | RNL  | Roompot-Nederlandse Loterij     |
| 131-137 | TRE  | Trevigiani Phonix-Hemus 1896    |
| 141-147 | BIC  | Biesse Carrera Gavardo          |
| 151-157 | SMV  | Sangemini-MG.Kvis-Vega          |

## Dettagli delle tappe

### 1ª tappa
- 20 giugno: Musile di Piave > Lido di Jesolo– Cronometro a squadre – 23 km

Risultati
| Pos. | Squadra           | Tempo  |
| ---- | ----------------- | ------ |
| 1    | Quick-Step Floors | 25'29" |
| 2    | UAE Team Emirates | a 14"  |
| 3    | Trek-Segafredo    | a 16"  |

| Pos. | Corridore         | Squadra    | Tempo  |
| ---- | ----------------- | ---------- | ------ |
| 1    | Elia Viviani      | Quick-Step | 25'29" |
| 2    | James Knox        | Quick-Step | s.t.   |
| 3    | Davide Martinelli | Quick-Step | s.t.   |

### 2ª tappa
- 21 giugno: Lido di Jesolo > Maser – 152,5 km

Risultati
| Pos. | Corridore       | Squadra    | Tempo    |
| ---- | --------------- | ---------- | -------- |
| 1    | Elia Viviani    | Quick-Step | 3h49'09" |
| 2    | Simone Consonni | UAE        | s.t.     |
| 3    | Mikhel Raim     | Israel     | s.t.     |

| Pos. | Corridore       | Squadra    | Tempo    |
| ---- | --------------- | ---------- | -------- |
| 1    | Elia Viviani    | Quick-Step | 4h14'28" |
| 2    | Niki Terpstra   | Quick-Step | a 10"    |
| 3    | Simone Consonni | UAE        | a 18"    |

### 3ª tappa
- 22 giugno: Mussolente > Giau – 158,3 km

Risultati
| Pos. | Corridore      | Squadra  | Tempo    |
| ---- | -------------- | -------- | -------- |
| 1    | Iván Sosa      | Androni  | 4h40'42" |
| 2    | Giulio Ciccone | Bardiani | a 37"    |
| 3    | Ben Hermans    | Israel   | a 1'06"  |

| Pos. | Corridore      | Squadra  | Tempo    |
| ---- | -------------- | -------- | -------- |
| 1    | Iván Sosa      | Androni  | 8h56'38" |
| 2    | Edward Ravasi  | UAE      | a 18"    |
| 3    | Giulio Ciccone | Bardiani | a 45"    |

### 4ª tappa
- 23 giugno: San Vito di Cadore > Grado  – 229,2 km

Risultati
| Pos. | Corridore       | Squadra    | Tempo    |
| ---- | --------------- | ---------- | -------- |
| 1    | Elia Viviani    | Quick-Step | 5h14'56" |
| 2    | Giacomo Nizzolo | Trek       | s.t.     |
| 3    | Álvaro Hodeg    | Quick-Step | s.t.     |

| Pos. | Corridore      | Squadra  | Tempo     |
| ---- | -------------- | -------- | --------- |
| 1    | Iván Sosa      | Androni  | 14h11'30" |
| 2    | Giulio Ciccone | Bardiani | a 45"     |
| 3    | Ildar Arslanov | Gazprom  | a 1'13"   |

### 5ª tappa
- 24 giugno: Grado > Trieste  – 124,6 km

Risultati
| Pos. | Corridore       | Squadra    | Tempo    |
| ---- | --------------- | ---------- | -------- |
| 1    | Elia Viviani    | Quick-Step | 2h27'48" |
| 2    | Mark Cavendish  | Dimension  | s.t.     |
| 3    | Riccardo Minali | Italia     | s.t.     |

| Pos. | Corridore      | Squadra  | Tempo     |
| ---- | -------------- | -------- | --------- |
| 1    | Iván Sosa      | Androni  | 16h39'22" |
| 2    | Giulio Ciccone | Bardiani | a 41"     |
| 3    | Ildar Arslanov | Gazprom  | a 1'18"   |

## Evoluzione delle classifiche
Vengono assegnate cinque differenti maglie.
| Tappa              | Vincitore          | Classifica generale Maglia azzurra | Classifica scalatori Maglia verde | Classifica a punti Maglia rossa | Classifica combattività Maglia arancione | Classifica giovani Maglia bianca | Classifica a squadre |
| ------------------ | ------------------ | ---------------------------------- | --------------------------------- | ------------------------------- | ---------------------------------------- | -------------------------------- | -------------------- |
| 1ª                 | Quick-Step Floors  | Elia Viviani                       | non assegnata                     | non assegnata                   | non assegnata                            | James Knox                       | Quick-Step Floors    |
| 2ª                 | Elia Viviani       | Elia Viviani                       | Enrico Logica                     | Elia Viviani                    | Javier Montoya                           | Nicola Conci                     | UAE Team Emirates    |
| 3ª                 | Iván Sosa          | Iván Sosa                          | Iván Sosa                         | Elia Viviani                    | Floris Gerts                             | Iván Sosa                        | UAE Team Emirates    |
| 4ª                 | Elia Viviani       | Iván Sosa                          | Enrico Logica                     | Elia Viviani                    | Andrea Toniatti                          | Iván Sosa                        | UAE Team Emirates    |
| 5ª                 | Elia Viviani       | Iván Sosa                          | Enrico Logica                     | Elia Viviani                    | Michele Gazzara                          | Iván Sosa                        | UAE Team Emirates    |
| Classifiche finali | Classifiche finali | Iván Sosa                          | Enrico Logica                     | Elia Viviani                    |                                          | Iván Sosa                        | UAE Team Emirates    |

## Classifiche finali

### Classifica generale - Maglia azzurra
| Pos. | Corridore          | Squadra  | Tempo     |
| ---- | ------------------ | -------- | --------- |
| 1    | Iván Sosa          | Androni  | 16h39'22" |
| 2    | Giulio Ciccone     | Bardiani | a 41"     |
| 3    | Ildar Arslanov     | Gazprom  | a 1'18"   |
| 4    | Edward Ravasi      | UAE      | a 1'40"   |
| 5    | Valerio Conti      | UAE      | a 1'57"   |
| 6    | Pieter Weening     | Roompot  | a 2'08"   |
| 7    | Giovanni Carboni   | Bardiani | a 2'53"   |
| 8    | Peter Stetina      | Trek     | a 3'09"   |
| 9    | Simone Petilli     | UAE      | a 3'17"   |
| 10   | Gianluca Brambilla | Trek     | a 3'20"   |

### Classifica scalatori - Maglia verde
| Pos. | Corridore       | Squadra      | Punti |
| ---- | --------------- | ------------ | ----- |
| 1    | Enrico Logica   | Biesse       | 14    |
| 2    | Iván Sosa       | Androni      | 10    |
| 3    | Floris Gerts    | Roompot      | 10    |
| 4    | Edward Ravasi   | UAE          | 8     |
| 5    | Yukiya Arashiro | Bahrain Mer. | 8     |

### Classifica a punti - Maglia rossa
| Pos. | Corridore       | Squadra    | Punti |
| ---- | --------------- | ---------- | ----- |
| 1    | Elia Viviani    | Quick-Step | 75    |
| 2    | Simone Consonni | UAE        | 27    |
| 3    | Giacomo Nizzolo | Trek       | 26    |
| 4    | Riccardo Minali | Italia     | 20    |
| 5    | Álvaro Hodeg    | Quick-Step | 20    |

### Classifica giovani - Maglia bianca
| Pos. | Corridore         | Squadra    | Tempo     |
| ---- | ----------------- | ---------- | --------- |
| 1    | Iván Sosa         | Androni    | 16h39'22" |
| 2    | Giovanni Carboni  | Bardiani   | a 2'53"   |
| 3    | Artëm Nyč         | Gazprom    | a 4'21"   |
| 4    | Nicola Conci      | Trek       | a 6'29"   |
| 5    | Abderrahim Zahiri | Trevigiani | a 8'54"   |

### Classifica a squadre
| Pos. | Squadra                     | Tempo     |
| ---- | --------------------------- | --------- |
| 1    | UAE Team Emirates           | 50h01'52" |
| 2    | Trek-Segafredo              | a 4'24"   |
| 3    | Bardiani-CSF                | a 6'30"   |
| 4    | Gazprom-RusVelo             | a 9'33"   |
| 5    | Roompot-Nederlandse Loterij | a 13'46"  |